# Pseudaneitea ramsayi
Pseudaneitea ramsayi är en snäckart som beskrevs av Frank Climo 1973. Pseudaneitea ramsayi ingår i släktet Pseudaneitea och familjen Athoracophoridae. Inga underarter finns listade i Catalogue of Life.